# Лубенский уезд
Лубенский уе́зд — административно-территориальная единица в составе Полтавской губернии Российской империи, существовавшая в 1781—1923 годы. Уездный город — Лубны.

## История
Уезд образован в 1781 году в составе Киевского наместничества. В 1796 году вошёл в состав восстановленной Малороссийской губернии. С 1802 года — в Полтавской губернии.
В 1900 году Полтавским губернским земством в уезде была открыта Лубенская сельскохозяйственная школа.
7 марта 1923 года в ходе административной реформы уезд был преобразован в Лубенский район Лубенского округа.

## Население
По переписи 1897 года население уезда составляло 136 613 человек, в том числе в городе Лубны — 10 097 жит.

### Национальный состав
Национальный состав по переписи 1897 года:
- украинцы (малороссы) — 129 784 чел. (95,0 %),
- евреи — 4554 чел. (3,3 %),
- русские — 1954 чел. (1,4 %)

## Административное деление
В 1913 году в состав уезда входило 15 волостей:
| - Велико-Селецкая — с. Великое Селецкое, - Волочковская — с. Волчек, - Денисовская — с. Денисовка, - Засульская — с. Засулье, - Лазорская — с. Лазорки, - Лубенская — г. Лубны, | - Оржицкая — м. Оржица, - Снетинская — м. Снетин, - Тарандинцовская — с. Тарандинцы, - Тишковская — с. Тишки, - Черевковская — с. Черевки, - Яблоновская — м. Яблоново, |